# Ficção lésbica

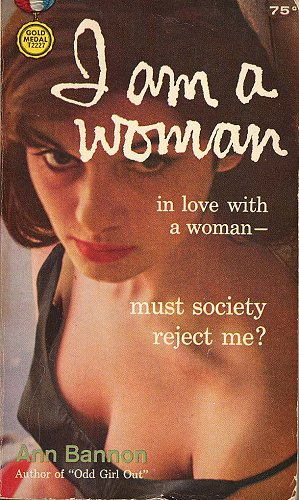
Capa de I Am A Woman de Ann Bannon, edição Gold Medal Books de 1959.

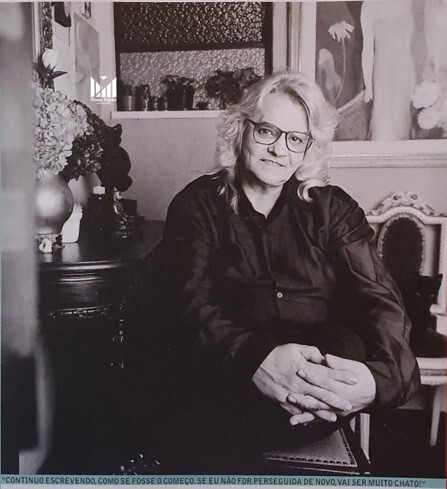
Escritora brasileira lésbica Cassandra Rios em retrato frontal. Conhecida por escrever diversas obras da literatura lésbica durante a ditadura civil-militar no Brasil.

A ficção lésbica é um sub-gênero da ficção que envolve uma ou mais personagens mulheres lésbicas ou bissexuais dentro de uma temática lésbica. Livros que entram nessa categoria podem ter diversos gêneros, tais como ficção histórica, ficção científica, fantasia, horror e romance.

## Trabalhos notáveis
- The Well of Loneliness, de Radclyffe Hall (1928)
- Spring Fire, de Vin Packer (1952)
- Chocolates for Breakfast, de Pamela Moore (1957)
- The Beebo Brinker Chronicles, de Ann Bannon (1957–1962)
- Desert of the Heart, de Jane Rule (1964)
- Patience & Sarah, de Isabel Miller (1971)
- Rubyfruit Jungle, de Rita Mae Brown (1973)
- Eu Sou uma Lésbica, de Cassandra Rios (1981)
- The Swashbuckler, de Lee Lynch (1983)
- Oranges Are Not the Only Fruit, de Jeanette Winterson (1985)
- Memory Board, de Jane Rule (1985)
- Sweet Bitter Love , de Rita Schiano (1997)
- Tipping the Velvet, de Sarah Waters (1998)
- Fingersmith, de Sarah Waters (2002)
- Afinidade, de Sarah Waters (2008)

## Quadrinhos (Romances gráficos)
- Fun Home (2006) e Você é minha mãe? (2012), de Alison Bechdel

## Ficção "young adult"
Esta seção é destinada a ficção com temática lésbica adequada em complexidade e conteúdo para leitores adolescentes. Como esses critérios podem variar individualmente, uma obra ser comercializada com o rótulo de "YA" é suficiente para inclusão na lista. Pode incluir romances, histórias em quadrinhos e peças de teatro.
- Ruby, de Rosa Guy (1976)
- Happy Endings Are All Alike, de Sandra Scoppettone (1978)
- The Last of Eden, de Stephanie Tolan (1980)
- Crush, de Jane Futcher (1981) (Um dos primeiros exemplos de literatura lésbica YA, o livro retrata duas garotas em um internato que se sentem atraídas uma pela outra.)
- Annie na Minha Mente: a Descoberta do Amor, de Nancy Garden (1982)
- Death Wore a Diadem, de Iona McGregor (1989)
- Lark in the Morning, de Nancy Garden (1991)Capa do livro Um Escorpião Na Balança, de Cassandra Rios do ano de 1965. O livro é notável por retratar uma relação amorosa entre duas mulheres de forma aberta e intensa, algo considerado extremamente moderno e ousado para a época.

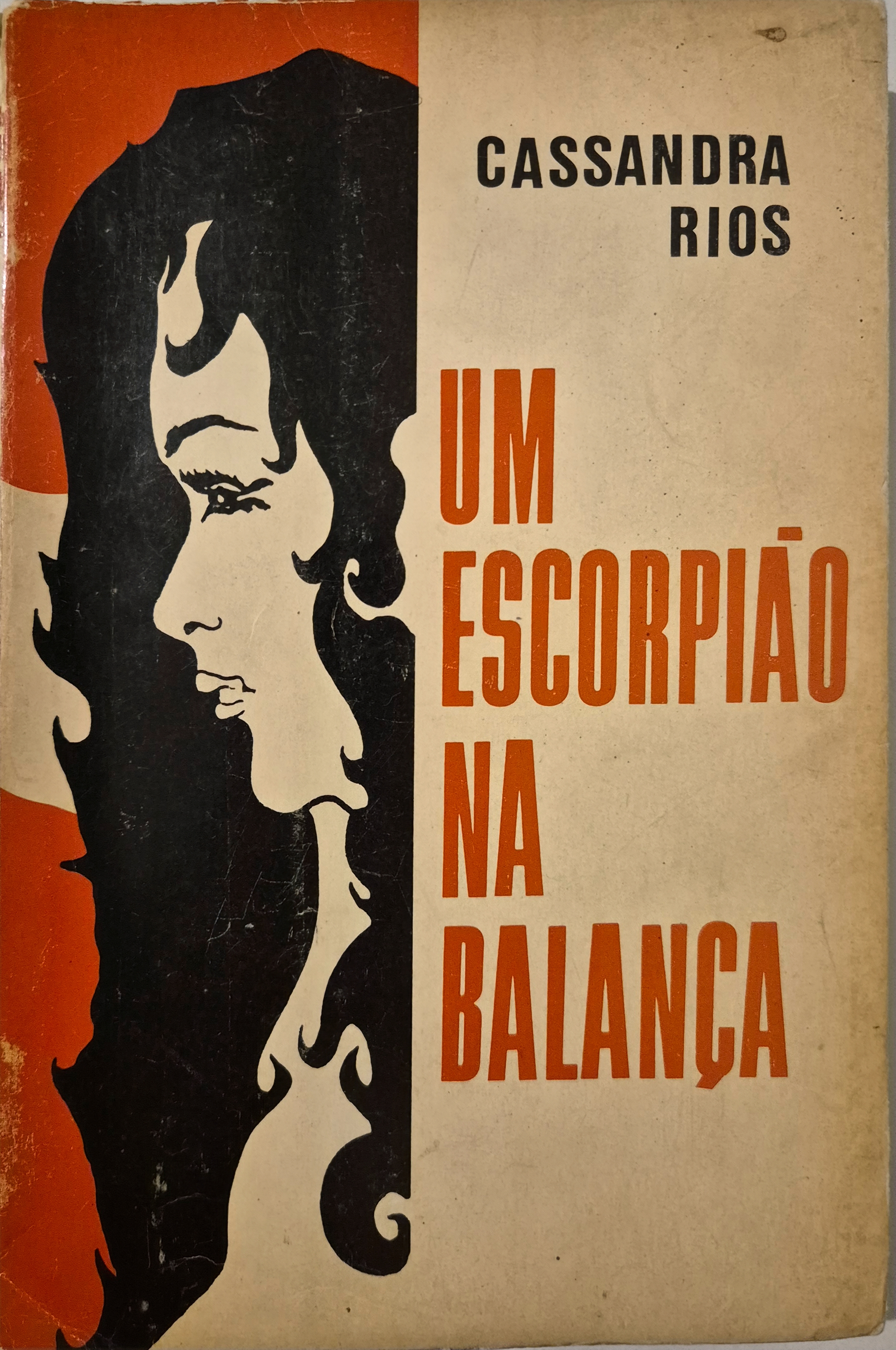
Capa do livro Um Escorpião Na Balança, de Cassandra Rios do ano de 1965. O livro é notável por retratar uma relação amorosa entre duas mulheres de forma aberta e intensa, algo considerado extremamente moderno e ousado para a época.

- Deliver Us from Evie, de M.E. Kerr (1994)
- Good Moon Rising, de Nancy Garden (1996)
- The House You Pass on the Way, de Jacqueline Woodson (1997)
- The Year of Freaking Out, de Sarah Walker (1997)
- Dare Truth or Promise, de Paula Boock (1997)
- Tomorrow Wendy, de Shelley Stoehr (1998)
- Out of the Shadows, de Sue Hines (2000)
- Empress of the World, de Sara Ryan (2001)
- Finding H.F., de Julia Watts (2001)

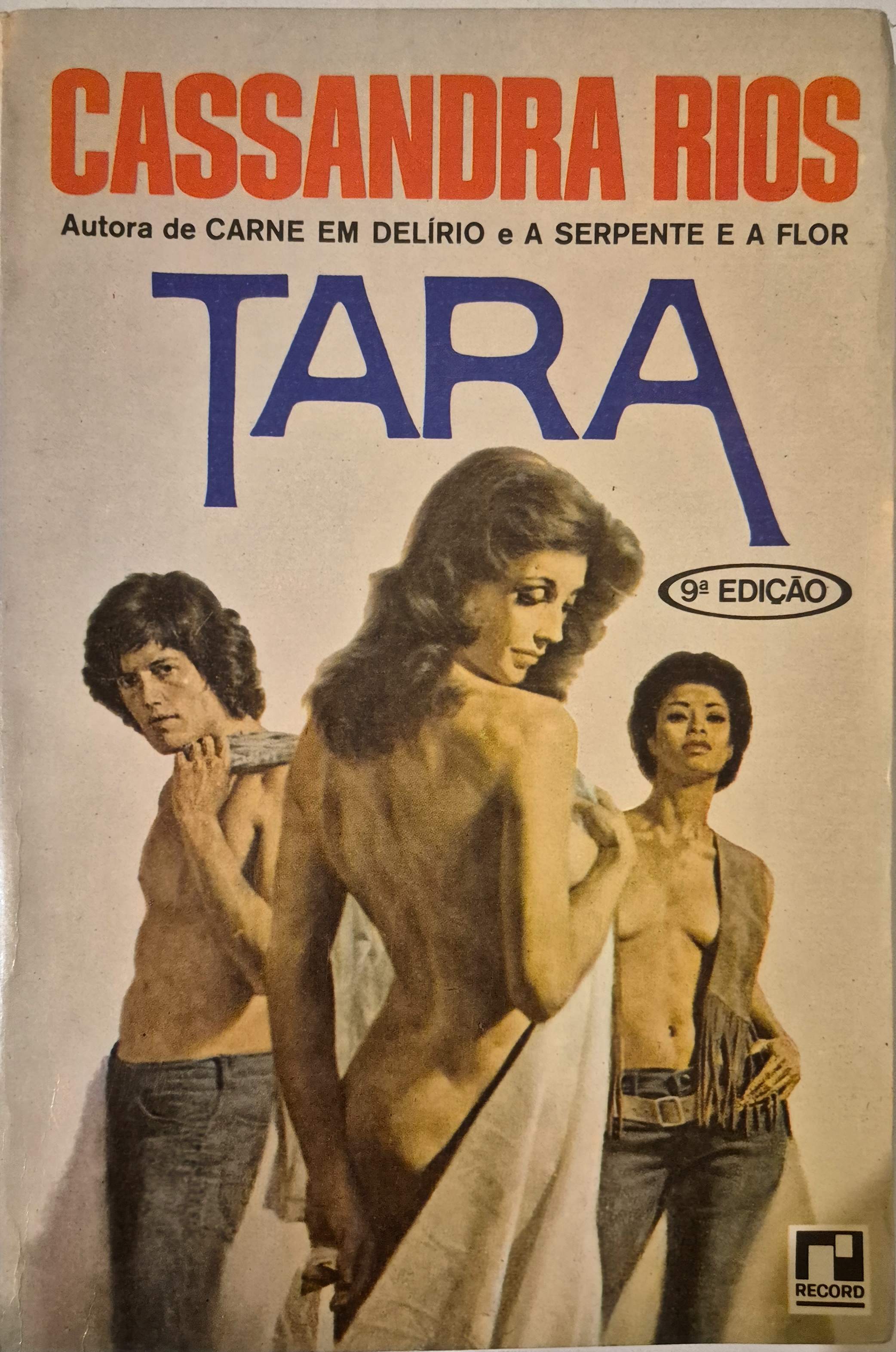
Capa do livro Tara de 1961, de Cassandra Rios, que foca na sexualidade feminina.

- Capa do livro Tara de 1961, de Cassandra Rios, que foca na sexualidade feminina.Keeping You a Secret, de Julie Anne Peters (2003)
- Kissing Kate, de Lauren Myracle (2003)
- The Bermudez Triangle, de Maureen Johnson (2004)
- A Great and Terrible Beauty, de Libba Bray (2004) (A trilogia revela gradualmente um romance entre as personagens Felicity e Pippa.)
- Good Girls Don't, de Claire Hennessy (2004)
- Orphea Proud, de Sharon Dennis Wyeth (2004)
- Sugar Rush, de Julie Burchill (2004)
- Babyji, de Abha Dawesar (2005) (Retrata os vários relacionamentos lésbicos secretos e paixões de uma estudante desonesta do ensino médio.)
- Far from Xanadu, de Julie Anne Peters (2005)
- The Will of the Empress, de Tamora Pierce (2005)
- grl2grl, de Julie Anne Peters (2007)
- The Rules for Hearts, de Sara Ryan (2007)
- Split Screen, de Brent Hartinger (2007)
- My Tiki Girl, de Jennifer McMahon (2008)
- Pretty Little Liars, de Sara Shepard (2008-2014) (A personagem principal, Emily Fields, é bissexual e tem uma queda por sua amiga Allison e, mais tarde, um relacionamento com sua vizinha Maya.)
- The Girl from Mars (Marsmädchen), de Por Tamara Bach (2008)
- Skim, de Mariko Tamaki e Jillian Tamaki (2008) (Uma história em quadrinhos que retrata uma adolescente excluída apaixonada por uma professora.)
- Rage: A Love Story, de Julie Anne Peters (2009)
- Ash, de Malinda Lo (2009)
- Huntress, de Malinda Lo (2011)
- O Mau Exemplo de Cameron Post, de Emily Danforth (2012)
- Candlelight, de Sara C. Roethle (2013)
- Além-mundos, de Scott Westerfeld (2014)
- Tell Me Again How a Crush Should Feel, de Sara Farizan (2014) (Uma estudante do ensino médio que está "no armário" e já se sente deslocada se apaixona por uma nova colega da escola.)
- Laura Dean Vive Terminando Comigo, de Mariko Tamaki (2019) (Uma história em quadrinhos que retrata as dinâmicas saudáveis e não saudáveis dos relacionamentos de uma lésbica no ensino médio.)
- The Stars and the Blackness Between Them, de Junauda Petrus (2019)
- A Noite Passada no Telegraph Club, de Malinda Lo (2021)
- The Lesbiana's Guide to Catholic School, de Sonora Reyes (2022)